# L'Aldosa de Canillo
L'Aldosa de Canillo è un villaggio di Andorra, nella parte centrale della parrocchia di Canillo con 243 abitanti (dati 2010).
Precedentemente noto come L'Aldosa, ha cambiato nome il 13 ottobre 2010 a seguito delle decisioni prese dalla commissione toponomastica andorrana.